# DAY STAR
「DAY STAR」（デイ・スター）は、日本の音楽ユニット・day after tomorrowの5作目のシングル。

## 概要
- 前作「Stay in my heart」から約3か月ぶりにして、初のトリプルA面シングル。
- 前4作のシングルは既発アルバム作品からのリカットだったため、新録曲のシングルとしては初の作品となった。
- 前作までのプロデュースは松浦勝人が務めていたが、今作よりエグゼクティブ・プロデューサーとなったため、プロデュース業は実質的にセルフプロデュース体制となった[注 1]。
- 作品タイトルは太陽に由来している。
- 表題1曲目はメンバーのmisono出演の森永製菓『ICE BOX』のTV-CMソングに使用された。同タイアップは「faraway」以来4作ぶり、通算2度目となった。
- 表題2曲目はテレビアニメ『犬夜叉』のエンディングテーマに使用され、初のテレビアニメタイアップとなった。
- 表題3曲目はTBS系列『J-SPORTS SUPER SOCCER PLUS』のテーマソングに使用された。
- オリコンチャート初登場6位を獲得。シングルとしては初のトップ10入りを果たした[注 2]。また、「My faith」以来3作ぶりに月間チャート入りも果たした。

## 収録曲
| 全作詞: misono。 |                    |           |           |                              |      |
| #                | タイトル           | 作詞      | 作曲      | 編曲                         | 時間 |
| 1.               | 「CURRENT」        | misono    | 北野正人  | 五十嵐充、day after tomorrow | 5:22 |
| 2.               | 「イタズラなKISS」 | misono    | 北野正人  | 五十嵐充、day after tomorrow | 4:21 |
| 3.               | 「Smartly」        | misono    | 鈴木大輔  | 石塚知生、day after tomorrow | 4:16 |
| 合計時間:        | 合計時間:          | 合計時間: | 合計時間: | 13:59                        |      |

### 解説
1. CURRENT
2. イタズラなKISS
3. Smartly
初めて五十嵐充が編曲に携わらず制作された楽曲。

## 参加ミュージシャン
day after tomorrow
- misono：Vocals
- 北野正人：Guitar
- 鈴木大輔：Keyboards

support musician
- 五十嵐充：Programming & Keyboards (全曲)
- 石塚知生：Programming & Additional Keyboards (#3)
- 加藤薫：Electric Guitar & Acoustic Guitar (全曲)

## タイアップ
- 森永製菓『ICE BOX』TV-CMソング (#1)
- 日本テレビ系列月曜7時枠アニメ『犬夜叉』6代目エンディングテーマ (#2)
- TBS系列スポーツ情報番組『J-SPORTS SUPER SOCCER PLUS』2003年7月〜9月度テーマソング (#3)

## 収録アルバム
- primary colors (#1,2)
- complete Best (全曲)
- single Best (#1,3)
- Selection Best Album (#2)
- ICEBOX SPECIAL SOUND TRACK (#1)
- 俄然パラパラ!!プレゼンツ・スーパー・J-ユーロ・ベスト (#1 Euro Sunny Remix)
- SUPER EUROBEAT VOL.185 (#1 Euro Sunny Remix)
- SUPER EUROBEAT VOL.200 (#1 Euro Sunny Remix)
- SUPER EUROBEAT VOL.250 (#1 Euro Sunny Remix)
- SINGLE HITS COLLECTION Best Of avex anime (#2,#2 TVサイズ)
- SINGLE HITS COLLECTION 〜BEST OF avex anime〜 SILVER (#2)
- ベスト オブ 犬夜叉 清風明月-犬夜叉テーマ全集 弐- (#2,#2 TV-size)
- 犬夜叉 ベストソング ヒストリー (#2)
- 私たちがアニメを好きな39の理由 (#2)
- SUPER OMOTENASHI BEATS vol.1 × DJ 小宮有紗 (#2)

## カバー
イタズラなKISS
- 双海亜美（下田麻美） - 2012年9月5日発売アルバム『THE IDOLM@STER ANIM@TION MASTER 生っすかSPECIAL 02』に収録。